# Peter Ignaz von Flüe
Peter Ignaz von Flüe (* 18. Mai 1762 in Sachseln; † 14. März 1834 in Alpnach) war ein Schweizer Politiker und Pfarrer. Er war unter anderem Tagsatzungsgesandter und Landammann von Obwalden sowie Senator der helvetischen Republik. Er war ein Nachkomme des heiligen Niklaus von Flüe.

## Leben und Wirken
Peter Ignaz von Flüe wurde in eine begüterte Familie in Sachseln geboren. Sein Vater war Johann Peter von Flüe, seine Mutter war Marie Josefa von Zuben.
Von Flüe besuchte die Jesuitenschule in Luzern und begann 1781 als Nachfolger seines Vaters seine politische Laufbahn. Im selben Jahr vermählte er sich mit Anna Katharina Perola von Sarnen († 1790). Aus der Ehe gingen sieben Kinder hervor, von denen nur zwei das Erwachsenenalter erreichten.
Bis zum Untergang der Alten Eidgenossenschaft im Jahre 1798 machte er eine politische Karriere: 1781 wurde er Ratsherr, 1782 Zeugherr, 1783 Landesbauherr, 1785 Landstatthalter (Vizepräsident der Landesregierung) sowie 1791 und 1795 Obwaldner Landammann (Präsident der Landesregierung).
Im Jahre 1784 erbaute er in Sachseln am Dorfplatz ein herrschaftliches Bürgerhaus, ein klassizistisches Haus mit Barockgarten, dem französischen Zeitstil verpflichtet. Das Haus hatte er mit Geld aus der Söldnerwerbung erbaut. Es ist heute als kantonal schützenswert eingestuft und steht als B-Objekt unter Denkmalschutz. Seit 1976 ist in ihm das Museum Bruder Klaus Sachseln untergebracht.
Ab 1786 war er mehrmals Tagsatzungsabgeordneter und 1793 bis 1795 Landvogt im Oberen Freiamt. In der Zeit der Helvetik bis 1803 bekleidete er wichtige Ämter, so war er Gerichtspräsident und anschliessend Statthalter des Distrikts Sarnen sowie Senator des helvetischen Parlaments. Mit dem Ende der Helvetik 1802 musste er als ehemaliger Vertreter des helvetischen Zentralstaates seine politische Laufbahn abbrechen.
Von Flüe entschloss sich, Theologie zu studieren. Da seine Gattin bereits 1790 verstorben war, erhielt er 1804 mit bischöflicher Dispens die Priesterweihe. Er übernahm zunächst ausserkantonale Vikariate.  Die Kirchgenossen von Alpnach wählten ihn 1811 zu ihrem Pfarrer. Dort begann der erfahrene Bauherr 1812 mit dem Bau der neuen Alpnacher Pfarrkirche, die 1821 eingeweiht wurde. Geschwächt durch verschiedene Krankheiten und amtsmüde starb Pfarrer von Flüe am 14. März 1834 und wurde in der Kirche von Alpnach beigesetzt.
Peter Ignaz von Flüe erwarb das Bürgerrecht der Gemeinde Mellingen im Aargau.